# 우스노촌
우스노촌(臼野村)은 일본 오이타현 니시쿠니사키군에 설치되었던 촌이다. 현재의 분고타카다시의 일부에 해당한다.